# Prong
Prong ist eine seit Mitte der 1980er Jahre existierende US-amerikanische Metal-Band, die heute von Bands wie Korn, Demon Hunter oder auch den Nine Inch Nails zu ihren wichtigsten Einflüssen gezählt wird.
Die Mitgliederkonstellation war über die Jahre ständig im Fluss, die einzige Konstante ist Tommy Victor, der als musikalischer Kopf, Aushängeschild und Sprachrohr der Band gilt.

## Geschichte
Prong – zu Anfang noch unter R-Ruin firmierend – entstand 1986 in der New Yorker Underground-Szene. Die dreiköpfige Combo begann in der Besetzung Tommy Victor (Gesang und Gitarre), Mike Kirkland (Bass) und Ted Parsons (Schlagzeug; Ex-Swans) mit einfachem Hardcore und integrierte im Folgenden Einflüsse aus Thrash- und Industrial Metal, versehen mit elektronischen Samples. Damals sprach man auch von Hardcore-Thrash-Crossover. Später wurde diese Kombination zum Teil als Groove Metal bezeichnet.
Schon die ersten Konzerte und Aufnahmen ließen lokale Musikfans aus dem Hardcore-, Punk- und Noise-Lager aufhorchen. Es schlossen sich umjubelte Auftritte unter anderem im CBGB, eine Einladung zu den Peel Sessions und positive Kritiken in NME, Sounds und Kerrang! an, so dass sich Prong 1988 an die Aufnahmen zum vollen Album Force Fed machen konnten.
Nach einer Europa-Tour spielten Prong zurück in den USA direkt im größeren Club Ritz, um für die Cro-Mags und Destruction zu eröffnen. Das Konzert war so erfolgreich, dass das Musiklabel Epic Records auf die Band aufmerksam wurde und diese wenige Monate später unter Vertrag nahm. Dies hatte unter anderem zur Folge, dass Prong nun auch größere Budgets für Studioaufenthalte zur Verfügung standen.
Spätestens die nächsten Alben Beg to Differ von 1990 und das ein Jahr später erhältliche Prove You Wrong brachten der Band den Ruf ein, ihrer Zeit voraus zu sein; selbst Mitglieder von Metallica sahen in Prong die „Zukunft des Metals“.

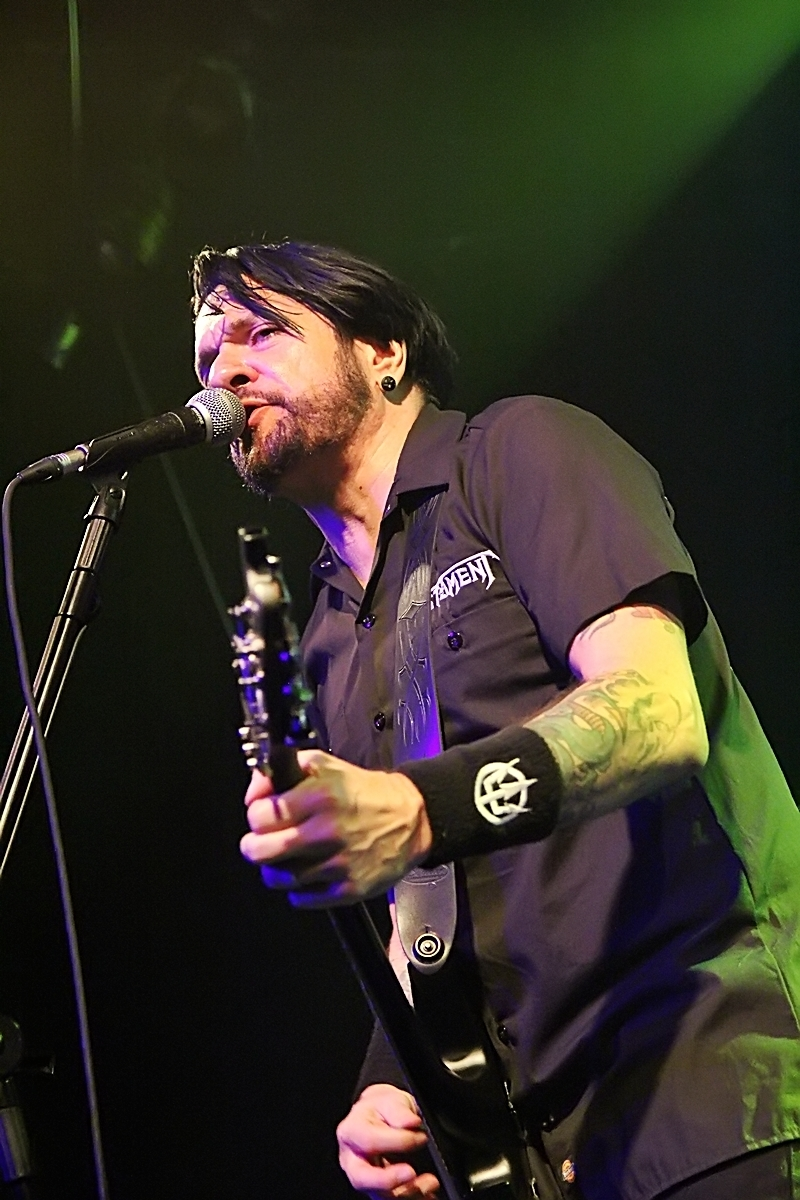
Tommy Victor bei einem Konzert in Nürnberg 2020

Mit dem bewusst etwas zugänglicher gehaltenen und von Terry Date produzierten Cleansing (1994) erreichten Prong ein größeres Publikum, der darauf befindliche Song Snap Your Fingers, Snap Your Neck, welcher massives Airplay auf MTVs Headbangers Ball erhielt, gilt heute als Klassiker.
1996 trat der Nachfolger Rude Awakening musikalisch in ähnliche Fußstapfen. Trotz erneut wohlwollender Kritiken blieb der erhoffte große kommerzielle Erfolg aber aus, nicht zuletzt, weil das Plattenlabel Epic Records die Band kurz nach der Veröffentlichung aus dem Vertrag entließ. Ein Jahr später galten Prong inoffiziell als aufgelöst, der desillusionierte Tommy Victor dachte gar an ein Ende seiner ganzen musikalischen Laufbahn.
Nach der Jahrtausendwende brachte Tommy Victor jedoch wieder Musiker zusammen und ging auf eine sechswöchige US-Tour, die für das Live-Comeback-Album 100 % Live (2002) zum Teil mitgeschnitten wurde.
Im Jahr 2003 folgte mit Scorpio Rising ein Album mit neuen Songs, das unter Musikkritikern zwiegespalten aufgenommen wurde und auch nur vergleichsweise geringe Verkaufszahlen vorweisen konnte.
Tommy Victor ist bis 2006 hauptsächlich mit anderen Projekten (u. a. als fester Gitarrist bei Ministry) beschäftigt gewesen, so wie er schon früher als Session-Gitarrist bei Danzig, Marilyn Manson oder Rob Zombie tätig war.
2007 meldeten sich Prong mit dem deutlich härteren, an den Hardcore-Wurzeln der Band orientierten Album Power of the Damager zurück. Nach diversen Konzerten in den USA war die Band Anfang 2008 auch in Europa auf Tour.
2009 erschien mit Power of the Damn Mixxxer ein Remixalbum, auf dem die zwölf Stücke der letzten Platte (eines davon doppelt) von bekannten DJs mit elektronischen Elementen neu abgemischt wurden. Dies ist nicht das erste Mal in der Bandgeschichte: Bereits 1992 publizierte man mit der 6-Track-EP Whose Fist Is This Anyway? eine ähnliche Remix-CD des ein Jahr zuvor erschienen Prove-You-Wrong-Albums. Im Mai und Juni 2009 war die Band zuletzt auf Tournee in Europa.
2012 veröffentlichten Prong mit Carved into Stone ein neues Studioalbum, das von Steve Evetts produziert wurde.
Im Sommer 2013 spielte die Band eine ausgedehnte europäische Festival- und Headline-Tour und nahm auch ein selbstveröffentlichtes „Official Bootleg“ mit dem Titel Unleashed in the West - Live in Berlin über Bandcamp.com auf.
Nachdem sie den November und Dezember 2013 im Studio verbracht hatten, veröffentlichten Prong im April 2014 ihr neuntes Album, Ruining Lives, auf Steamhammer/SPV und tourten ausgiebig als Support dafür. Blabbermouth.net bezeichnete das Album als „Tommy Victors persönliche Befreiung“. Das Album wurde von Victor produziert und von Steve Evetts gemischt.
Die Band startete eine zweite Tournee-Welle nach Ruining Lives im Juli 2014, mit europäischen Festivals und Headline-Shows. Sie tourten auch in Nordamerika, sowohl als Headliner als auch als Support für Overkill, gefolgt von einer Tour in Europa als Hauptsupport für Overkill im Oktober und November.
Im Jahr 2015 veröffentlichte die Band das Coveralbum Songs from the Black Hole, ein Jahr später folgte das elfte Studioalbum X – No Absolutes. Ein weiteres Album, Zero Days, wurde 2017 veröffentlicht. Anfang August 2017 spielten sie ein Konzert auf dem polnischen Woodstock-Festival. Die nächste Veröffentlichung von Prong war die EP Age of Defiance, die am 29. November 2019 erschien. Im Moment arbeiten sie an einem Full-length Studioalbum.
Von 2014 bis 2018 war Art Cruz Schlagzeuger von Prong. Ihm folgte Aaron Rossi mit seinem zweiten Engagement für die Band bis 2021. Seit 2022 ist Griffin McCarthy neuer Schlagzeuger der Band, der Rossi ersetzte. Für die Europa-Tour 2023 sprang jedoch Overkill-Schlagzeuger Jason Bittner ein, da McCarthy anderweitige Verpflichtungen hatte und so nicht zur Verfügung stand.

## Diskografie

### Studioalben
- 1988: Force Fed
- 1990: Beg to Differ
- 1991: Prove You Wrong
- 1994: Cleansing
- 1996: Rude Awakening
- 2003: Scorpio Rising
- 2007: Power of the Damager
- 2009: Power of the Damn MiXXXer (Remixalbum)
- 2012: Carved into Stone
- 2014: Ruining Lives
- 2015: Songs from the Black Hole (Coveralbum)
- 2016: X – No Absolutes
- 2017: Zero Days
- 2023: State of Emergency

### EPs
- 1987: Primitive Origins
- 1990: The Peel Sessions
- 1992: Whose Fist Is This Anyway?
- 1993: Snap Your Fingers, Break Your Back (The Remix EP)
- 2019: Age of Defiance

### Livealben
- 2002: 100% Live
- 2014: Unleashed in the West: Live in Berlin[10]

### Singles
- 1989:	Third from the Sun
- 1990:	Lost and Found
- 1990:	For Dear Life
- 1991:	Unconditional
- 1994:	Snap Your Fingers, Snap Your Neck
- 1994:	Whose Fist Is This Anyway?
- 1994:	Broken Peace
- 1996:	Rude Awakening
- 1996:	Controller
- 1996: Face Value
- 2015: Ultimate Authority

### Videoalben
- 2005: The Vault (Live, 2 DVDs)